# Kasimir von Auer
Ludwig Kasimir von Auer (* 2. Februar 1788 in Labiau; † 18. Juli 1837 in Teplitz) war ein preußischer Generalmajor.

## Leben

### Herkunft
Kasimir entstammte dem preußischen Adelsgeschlecht von Auer. Seine Eltern waren der spätere preußische Generalmajor Johann Kasimir von Auer und dessen Ehefrau Friederike Elisabeth, geborene d'Artis von Bequignolle (1754–1809).

### Militärkarriere
Auer besuchte das Altstädtische Gymnasium in Königsberg und trat am 12. Dezember 1802 als Gefreiterkorporal in die 2. Ostpreußische Füsilierbrigade der Preußischen Armee ein. Während des Vierten Koalitionskrieges 1806/07 kämpfte er bei Thorn, Waltersdorf, Braunsberg, Podgurz, Gurznow sowie in der Schlacht bei Preußisch Eylau. Am 23. Mai 1807 wurde Auer Adjutant bei seinem Schwager, dem Oberst Friedrich Wilhelm Bülow von Dennewitz. Zu Beginn des Feldzuges 1812 als Premierleutnant in das 1. Leib-Husaren-Regiment Nr. 1 versetzt, konnte Auer sich in der Folgezeit mehrfach auszeichnen. Bei Friedrichstadt überfiel er einen zahlenmäßig überlegenen Feind, verlor bei Dünaburg das linke Auge und konnte bei einem Einsatz an der Düna zwei feindliche Offiziere sowie 37 Mann mit ihren Pferden als Gefangene einbringen. Für diese Leistungen verlieh ihm König Friedrich Wilhelm III. am 18. Oktober 1812 den Orden Pour le Mérite und beförderte Auer außerdem kurz darauf zum Stabsrittmeister. Während der Befreiungskriege war Auer wieder als Adjutant bei seinem Schwager, kämpfte im Gefecht bei Luckau, wofür er das Eiserne Kreuz II. Klasse erhielt, bei Wittenberg, Theißen, Großgörschen, Großbeeren, Dennewitz, Leipzig, Brienne, Laon (Eisernes Kreuz I. Klasse) und Waterloo.
Nach dem Zweiten Pariser Frieden wurde Auer am 30. März 1819 Chef des Generalstabs des I. Armee-Korps. In dieser Stellung wurde er in den folgenden Jahren mehrfach befördert, mit dem Roten Adlerorden III. Klasse ausgezeichnet, bis er am 10. März 1837 mit dem Charakter als Generalmajor und einer jährlichen Pension von 1750 Talern seinen Abschied erhielt.
Er war Ritter des Johanniterordens und bemühte sich um die Wiederherstellung der Marienburg (Ordensburg), für die er mit einer Denkschrift warb. Sie fand die Anerkennung von Friedrich Wilhelm III. Durch eine Sammlung in Offizierskreisen beschaffte er die notwendigen Mittel.

### Familie
Auer hatte sich am 12. August 1814 in der Garnisonkirche Berlin mit Friederike von Kleist (1792–1876) verheiratet. Aus der Ehe gingen folgende Kinder hervor:
- Ludwig (1815–1852), preußischer Hauptmann
- Johann (1817–1844), preußischer Sekondeleutnant
- Kuno (1818–1895), preußischer Generalmajor ⚭ Charlotte von Plocki (1831–1907) aus dem Hause Scharnigk
- Marie (1820–1872) ⚭ 1841 Albert Friedrich Bülow von Dennewitz-Grünhoff (1811–1887)
- Agnes (1822–1902), Schriftstellerin, Stiftsdame im Stift Geseke-Keppel
- Friederike Elisabeth (1834–1863)